# Methylbenzoaat
Methylbenzoaat is een organische verbinding met als brutoformule C8H8O2. Het is de methylester van benzoëzuur. De stof komt voor als een kleurloze vloeistof met een aangename geur.

## Synthese
Methylbenzoaat kan bereid worden door de verestering van benzoëzuur en methanol, onder toevoeging van een zure katalysator (typisch zwavelzuur). Het reactiemengsel wordt gedurende lange tijd (meerdere uren) verwarmd onder terugvloeiing. De ester kan van het mengsel worden gescheiden door toevoeging van water. Methylbenzoaat kan dan van de waterige fase gescheiden worden met een scheitrechter. Nadien wordt de ester gewassen met een verdunde oplossing van natriumwaterstofcarbonaat, om het achterblijvende zwavelzuur te neutraliseren.
Een tweede mogelijkheid is de reactie van benzoylchloride of benzoëzuuranhydride met methanol. Een derde mogelijkheid is een SN2-reactie met natriumbenzoaat en methyljodide.

## Toepassingen
Methylbenzoaat wordt onder andere gebruikt als geurstof in parfums, cosmetische producten en levensmiddelen. Daarnaast doet het dienst als oplosmiddel voor cellulose-esters en wordt het verwerkt in insecticiden.
Methylbenzoaat is ook gebruikt als bewaarvloeistof (analoog aan formaline) voor het bewaren van biologische preparaten, zoals natuurhistorische speciës.
Een andere toepassing is (was) als meetvloeistof in zogenaamde warmtekostenverdeelmeters.
Methylbenzoaat vormt een uitgangsstof voor de synthese van andere derivaten van benzoëzuur. De methoxygroep vormt een heel goede leaving group in nucleofiele substitutiereacties. Grignard-reacties verlopen zeer gemakkelijk, waardoor de synthese van tertraire benzylische alcoholen mogelijk wordt.